# Халіфа ібн Салман аль-Халіфа
Його Королівська Високість шейх (принц) Халіфа ібн Салман аль-Халіфа (араб. خليفة بن سلمان آل خليفة; нар. 22 листопада 1936 — пом. 11 листопада 2020) — прем'єр-міністр Бахрейну (1970—2020).
Дядько чинного короля Хамада ібн Іси аль-Халіфа. 1970 року призначений прем'єр-міністром своїм старшим братом Ісою ібн Салманом аль-Халіфа. До 16 серпня 1971 року його посада мала назву голова Державної ради. Він довше за всіх у світі перебував на посту прем'єр-міністра — 41 рік, хоча, відповідно до конституції 2002 року, втратив частину своїх повноважень, поступившись королю правом призначати та звільняти міністрів. Принц Халіфа вважався найбагатшим членом правлячої родини й одним з найбагатших бізнесменів у Бахрейні.